# Sarah Casado Thomas

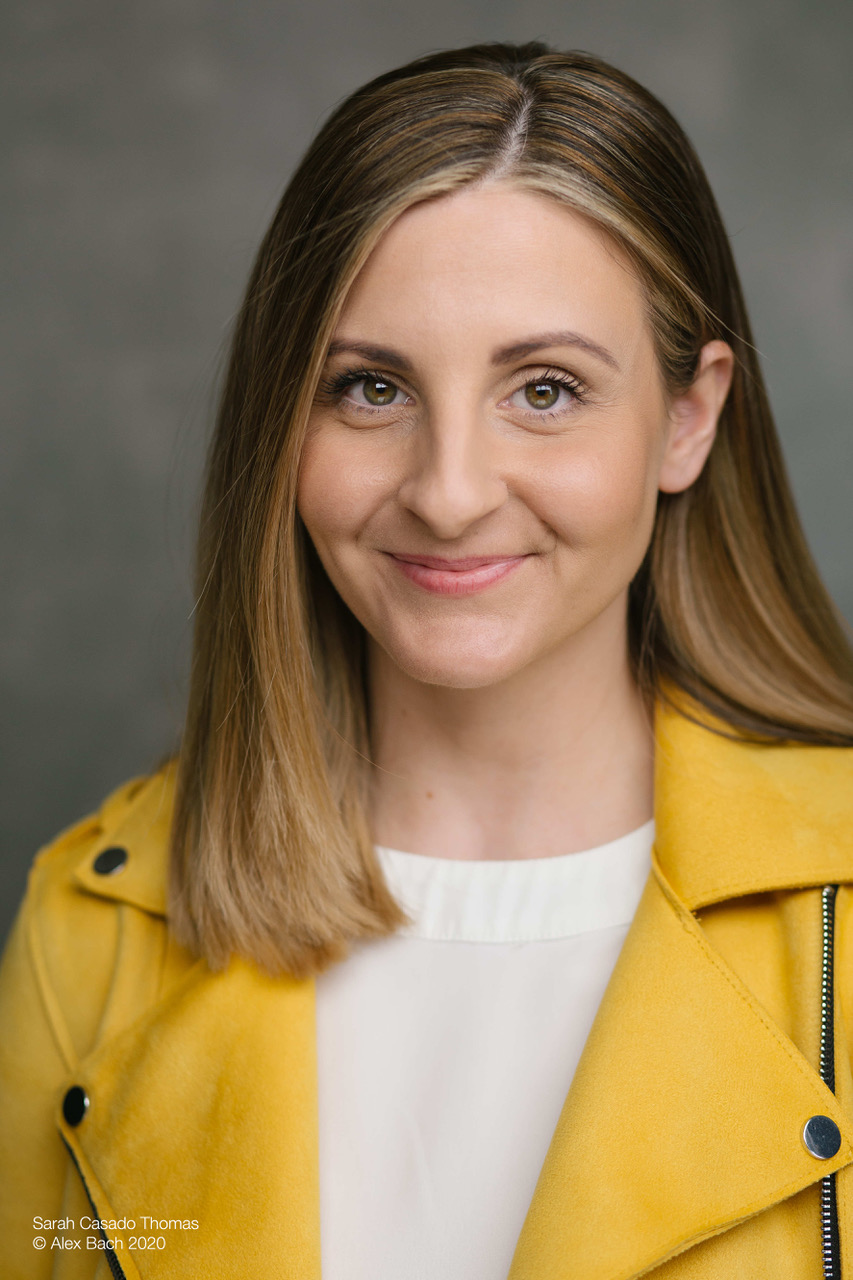
Sarah Casado Thomas 2012

Sarah Casado Thomas (* 2. Juli 1981 in Madrid) ist eine deutsch-spanische Schauspielerin in Film, Fernsehen und Theater, Model, Sprecherin und Synchronsprecherin.

## Leben und Karriere
Sarah Casado Thomas wurde in Madrid, Spanien geboren. Sie ist bilingual aufgewachsen (Spanisch-Deutsch) und verbrachte den ersten Teil ihrer Kindheit in Spanien, ehe sie im Alter von neun Jahren nach Deutschland zog.
Als Enkelin des spanischen Schauspielers Fernando Rey u. a. bekannt durch The French Connection (1971) sowie seinen Arbeiten mit dem Regisseur Luis Buñuel und der argentinischen Schauspielerin Mabel Karr war sie schon sehr früh im Film und am Theater engagiert.
2001–2005 nahm sie drei Jahre lang wöchentlichen Theaterunterricht und war an verschiedenen Aufführungen ihres Stadttheaters Scharmbeck nahe Bremen beteiligt. Nach einem abgeschlossenen Bachelor-Studium in International Business and Management stand es nach ihrer Aussage für sie endgültig fest, dass sie ihre Berufung nicht in der Wirtschaft, sondern im Schauspiel finden wird.
Direkt nach dem Abschluss zog sie nach London, wo sie Praxiserfahrung in Rollen englischer Kurz- und Kinofilme sowie in einem Werbeprojekt als Haarmodel erwarb. Zeitgleich (2014–2015) sammelte sie Erfahrungen an der Acting Academy für Screen Acting und nahm zusätzlich an diversen Workshops teil, unter anderem am Actors and Directors Workshop an der London Film School mit Richard Kwietniowski.
Nach einem Jahr zog Sarah zurück nach Deutschland um, so gab sie an, das Handwerk von Grund auf zu erlernen und eine staatlich anerkannte Schauspielausbildung zu beginnen. Diese absolvierte sie von 2016 bis 2019 am Hamburger Schauspiel-Studio Frese und erzielte den Abschluss der Bühnenreife. Nach einem darauffolgenden, traditionellen Vorsprechen bei der ZAV Hamburg wird Sarah nun für den Bereich Bühne von ihr vertreten. Im Bereich "Film und TV" repräsentiert sie sich selbst.

## Ausbildung
- 2001–2005: Theaterunterricht (Jugendtheater "De Plattmüüs") (Stadttheater TiO, Osterholz-Scharmbeck)
- 2007–2008: Fine Arts Department (Norfolk Christian School)
- 2013–2014: USVA Acting Centre (Improvisationstheater in Groningen)
- 2014: London Film School (Actors & Directors Worksho in London)
- 2014–2015: MN Actors Academy (ACT on screen in London)
- 2016–2019: Hamburger Schauspiel-Studio Frese (Schauspielausbildung mit Diplom abgeschlossen)
- 2019: Hamburger Schauspiel-Studio Frese (Filmschauspiel nach Ivana Chubbuck)
- 2020: Für den Film (Weiterbildung für Schauspieler in Hamburg und Berlin)

## Theater (Auswahl)
Theater in OHZ – Scharmbecker-Speeldeel
- 2002–2005: Diverse Stücke des Jugendtheater De Plattmüüs (Regie: Kerstin Schulze)
- 2005: Der Alltag (Regie: Kerstin Schulze)

Studiobühne Frese (Hamburg)
- 2017: Und weil sie nicht gestorben sind... (Eigenregie-Projekt: Sarah Casado Thomas)
- 2018: Mordswut im Hals (Regie: Jürgen Hirsch)

Theaterakademie Hamburg
- 2018: Das Leben auf der Praça Roosevelt (Regie: Katharina Grosch & Fabian Thon)
- 2018:  Glaube Liebe Hoffnung    (Regie: Katharina Grosch)

HAW Bühne Hamburg
- 2018: Viel Lärm um Alles (Regie: Dieter Trapp)

Monsun Theater Hamburg
- 2019: Michaela, der Tiger unserer Stadt (Regie: Luisa Brandsdörfer)

Comödie Lübeck
- 2021–2022: Meine Braut, sein Vater und ich (Regie: Michael Knoll)
- 2023: Frau Müller muss weg! (Regie: Michael Knoll)[6]
- 2023: Die Geliebte meines Mannes (Regie: Lennart Mesenbring)
- 2024: Endlich Allein! (Regie: Michael Knoll)[7]
- 2024: Die Mausefalle (Regie: Michael Knoll)[8]

## Filmographie (Auswahl)
- 2012: Pures Leben – Mitten in Deutschland (Fernsehserie)
- 2013: Heute bin ich blond (Kinofilm)
- 2014: Bliss (Kurzfilm)
- 2015: Alpha (Kurzfilm)
- 2015: Die Klinik-Docs (AT) (Serienpilot)
- 2016: Between Two Worlds (Kinofilm)
- 2018: Bühnenmeister – Duell der Schauspieler (Live-Show)
- 2018: Pik-Ass (Kurzfilm)
- 2018: To Trend on Twitter (Kurzfilm)
- 2020: Der Dänemark-Krimi: Rauhnächte (Fernsehserie)
- 2022: Die Mädchen vom Du Port (Webserie)